# Parsons Electric Motor Carriage Company
Parsons Electric Motor Carriage Company war ein US-amerikanischer Hersteller von Kraftfahrzeugen.

## Unternehmensgeschichte
John G. Parsons gründete das Unternehmen im Dezember 1905. Der Sitz war in Cleveland in Ohio. Er kündigte an, noch 1905 auf Automobilausstellungen präsent sein zu wollen. Dies gelang erst ab Januar 1906. In dem Jahr begann die Produktion von Nutzfahrzeugen. Einen Monat später kamen Personenkraftwagen dazu. Der Markenname lautete Parsons, evtl. mit dem Zusatz Electric. Noch 1906 endete die Produktion.

## Fahrzeuge
Im Angebot standen Elektroautos. Das erste Modell war ein Lieferwagen. Das Fahrgestell hatte 178 cm Radstand. Die Nutzlast betrug rund 227 kg.
Der Pkw hatte dagegen nur 168 cm Radstand. Der Elektromotor leistete 8 PS und kam von der Elwell-Parker Electric Company. Die Motorleistung wurde über ein Vierganggetriebe und zwei Ketten an die Hinterräder übertragen. Das Fahrgestell bestand aus Holz und Stahl. Der Aufbau war ein Stanhope. Der Neupreis betrug 1600 US-Dollar.